# 結び目を解くマリア
結び目を解く(ほどく)マリアはマリア崇敬およびそれを表現したバロック絵画である。1700年頃に描かれたヨハン・ゲオルク・メルヒオール・シュミットナーの絵はドイツのババリア地方アウクスブルクのペルラハ聖ペトロ巡礼教会（ペルラハ教会）にある。博士論文を書くためにドイツに来ていたイエズス会士ベルゴリオ神父（後の教皇フランシスコ）はこの絵を見て、この信仰をラテン・アメリカへ導入した。

## 画題について
このバロック様式の絵画は、1700年にアウクスブルクの聖ペテロ修道院の司祭であった地元貴族出身のヒエロニムス・アンブロシウス・ランゲンマンテル（ドイツ語版）(1641–1718)が「良き助言者の聖母マリア」の祭壇のために、地元の画家ヨハン・ゲオルク・メルヒオール・シュミットナー（ドイツ語版）に依頼したものである。
そこには、悪魔の象徴である蛇の頭部を足で押さえながら、白く長いリボンの結び目を解いている黙示の日の聖母が描かれている。また、蛇の姿は聖母が手に持つリボンの結び目とも対応している。聖母は12人の小天使と2人の大天使、7つの六芒星からなる輪に囲まれている。
聖母の頭上には聖霊が鳩の姿で降臨し、彼女が聖霊の花嫁であることを暗示している。
ヨハネの黙示録（12.1)に記されているように、聖母は太陽を纏っている。
三日月の下にかなり小さく天使と人間、犬が描かれているが、これは大天使ラファエル がニネベのトビアにエクタバナのサラを娶るよう促し、仲人として共に旅をするシーンであると解釈されている（トビト記5.17、6.10-13、11.4）。
聖書に基づく2つの図案、そして「良き助言者の聖母」の祭壇に捧げられていることには、別の意味も持たされている。これはこの絵を寄進したランゲンマンテルの家族の身に起きた出来事に由来している。
彼の祖父ヴォルフガング・ランゲンマンテル（1586-1637）は、妻ソフィア・レンツ（1590-1649）との離婚の危機に瀕したとき、インゴルシュタットのイエズス会士ヤーコプ・レム（ドイツ語版）司祭を訪ねた。
絵の中で旅人が右手を挙げた天使に導かれるがごとく、遠くの教会を目指したのである。
レム司祭はマリア像に祈りを捧げ、「この祈りにより、結婚の絆が深まり、結び目を解くように2人の間の問題が解決されますように」と取りなしを願った。
すると、彼らの離婚の危機は去り、その仲は平穏なものとなった。
後に聖職に就いたランゲンマンテルは、そのことを記念するために絵の中に織り込んだのである。
黙示の日の聖母も、天使に導かれる旅人も、バロック様式に沿った表現となるよう注意が払われている。
これらの背景から、聖母マリアは2人の旅人のように「結び目のように複雑で困難な問題」に助けを与えるものだと解釈されている。すなわち、聖母は人生の伴侶を見つけること、そして結婚生活における問題を解決することの助けを与えるものと解釈されている。乳がんを患う女性に対する理解と支援を促すシンボルとしても結び目（ピンクリボン）が用いられる。アレクサンダー大王がゴルディアスの結び目を力をもって切り解いたのとは異なり、聖母は共感をもって解くのである。

## 世界への広がり

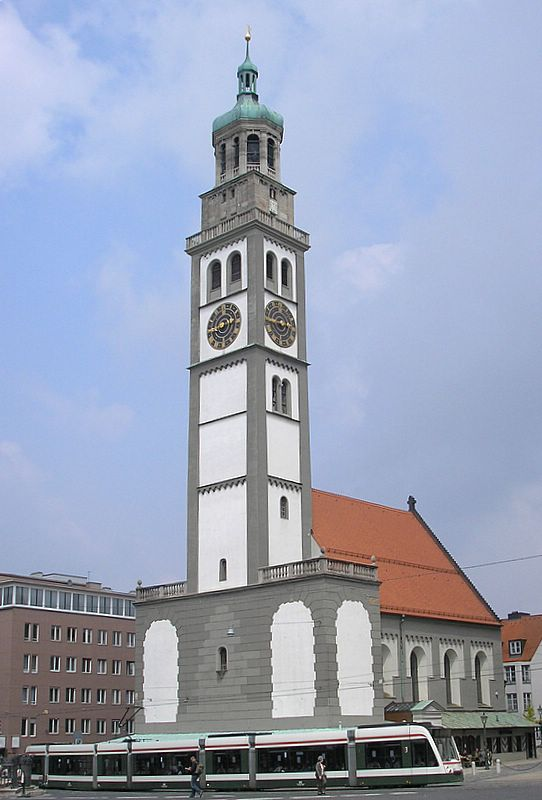
『結び目を解くマリア』が所蔵されている、ペルラッハの聖ペテロ教会（ドイツ語版）（アウクスブルク）

『結び目を解くマリア』の図像は、現在、世界の多くの国で見ることができる。多くの場合、それは教会や礼拝堂で象徴的なものとなっているが、宗教的ではない施設にも安置されている。アウクスブルクの『結び目を解くマリア』は現在も崇敬を集めている。また、バチカンのサン・マルタ館にも飾られている。

### 南アメリカ
南アメリカではもともとマリア崇敬が盛んであったが、近年では『結び目を解くマリア』の図像を目にする機会が増えている。この火付け役は教皇フランシスコである。
1986年、ザンクト・ゲオルク神学院で研究をしていた折に、自らが所属するイエズス会のコミュニティをアウクスブルクに訪ねたところこの絵に出会い、絵葉書を母国アルゼンチンに送ったのである。
彼は同僚の聖職者・神学生にこの絵葉書をもってブエノスアイレスのスラムを訪ねるように、またアイヒシュテット=インゴルシュタット・カトリック大学の交換留学生たちには可能なら精確な複製画を作るために絵の詳細なディテールを書き送るように頼んだ。
その後、ブエノスアイレスには画家アナ・ベタ・デ・ベルティ(マルタ・ベティ) による複製画が届けられ、無原罪のマリアの祝日である1996年12月8日にサン・ホセ・デル・タラー教会で公開された。その後、毎月8日に公開されており、そのたびに数千の信徒が訪れている。
現在では、さながら宗教テーマパークのような様相を呈している 。
ブラジルにはBourgerie夫妻が紹介したとされている が、アウクスブルクの聖マリアの星修道院（ドイツ語版）の修道女たちも『結び目を解くマリア』の絵をもたらしている。

### 教会および礼拝堂
『結び目のマリア』を崇敬する教会または礼拝堂は世界各地に存在している。
- アルゼンチン
  - ブエノスアイレス：サン・ホセ・デル・タラー教会
  - ブエノスアイレス： ファティマ礼拝堂
  - ブエノスアイレス： 聖イグナチウス・ロヨラ礼拝堂
  - コモドーロ・リバダビア： サンタ・ルシア教区の支教会
  - フォルモーサ : 結び目を解くマリア教会
  - サン・ミゲル・デ・トゥクマン: 無原罪の聖マリア教会
  - ブエノスアイレス州Temperley： 聖母被昇天教会
  - ブエノスアイレス州Valentín Alsina：洗礼者聖ヨハネ教会[22]

- ブラジル
  - Armação dos Búzios: Capela de Nossa Senhora Desatadora de Nós[23]
  - カンピーナス (一つの通りに2つの教会がある）： „Santuario Nossa Senhora Desatadora Dos Nos“と „Capela Maria Porta do Céu“[24]

- ドイツ
  - アーベンスベルク： 聖フランシスコ職業訓練センターの付属礼拝堂に銅像がある[25]
  - オーバーエルスバッハ： 救難聖人教会（銅像を所蔵）[26]
  - ピーク：結び目を解くマリア教会[27]

- アイルランド
  - モイロス（リムリック）： コーパス・クリスティ教会（栗の木の板に描かれた絵を所蔵）[28]

- オーストリア
  - Landskron: Kirche Maria Landskron, Kirchenfenster von Daniel Moser[29]
  - ホーホトレギシュト（ベルンバッハ）：トレギシュト村教会

- ペルー 
  - リマ： 良き助言者の聖母マリア教会

- ポーランド
  - Kąty Rybackie：聖マルコ教会[30]

- スイス
  - オーベルリート： リート礼拝堂[31]

- アメリカ合衆国
- デル・リオ (テキサス州) 聖ヨセフ礼拝堂

## 礼拝の様式
『結び目を解くマリア』はノヴェナや祈り、説法などでモティーフとして使われる。
On the 99th Catholic Day 2014 in Regensburg had visitors of the Augsburg diocese article writing down the possibility of prayer requests and to weave the "knot of her life" in a yellow ribbon into it.
The 36-meter-long strip with its 400 knots was brought to the Catholic image of the Knots to Augsburg in order to symbolically carry the unspoken concerns of many people in front of the Blessed Mother.

Am 9. Mai 2015 führte eine gemeinsame Wallfahrt aller bayerischen Bistümer etwa 4000 Pilger nach Augsburg zum Wallfahrtsbild „Maria Knotenlöserin“. Die Wallfahrt gehörte zu einer Reihe von sieben Wallfahrten mit verschiedenen Zielen zur Vorbereitung auf das hundertjährige Jubiläum der Erhebung von Maria zur Schutzfrau Bayerns (Patrona Bavariae) im Jahr 2017.
Im Zusammenhang mit dem Weltfamilientreffen in Philadelphia im September 2015 gestaltete die Künstlerin Meg Saligman auf dem Vorplatz der Cathedral Basilica of Saints Peter and Paul (Philadelphia) ein Knot Grotto als Installation, bei dem Menschen Anliegen auf Stoffstreifen schreiben und anbinden konnten. Die Installation wurde von zehntausenden Menschen besucht und von Papst Franziskus gesegnet.

## 同様の作品
- 聖帯の聖母： 情景そのものはよく似ているが、意図・背景はまったく異なる（こちらは聖母マリアが被昇天の際に使徒トマスに腰帯を託す情景を描いている）
- ヴァイトナウの聖血コミュニティがオンライン教会で紹介しているイコンには、マリアに抱かれた幼子イエスが結び目を解く姿が描かれている（この結び目には「人間には解決できない問題」の含意がある）[38]
- ローマのカーサ・ディ・アッコリエンツァ・サンタ・マリア・デッリ・アンジェリの礼拝堂のイコンには、マリアが幼子イエスの手を借りて結び目を解く姿が描かれている[39]
- Augsburger Turamichele: Auf dieselbe Bibelstelle wie die Knotenlöserin als Mondsichelmadonna nimmt das Turamichele (Turm-Michael) Bezug: Offb 12,1-17 EU verknüpft die Bedrängnis der schwangeren Maria durch den Drachen und den Kampf des Erzengels Michael gegen das Böse (den Drachen, den Teufel), der alljährlich am Turmfenster der Perlachkirche im Turamichele-Spiel dargestellt wird.